# Thomas Alerstam
Thomas Alerstam, född 1949, är en svensk zoolog.
Alerstam blev filosofie doktor vid Lunds universitet 1976 på avhandlingen Bird Migration in Relation to Wind and Topography och är sedan 1994 professor i zoologisk ekologi vid nämnda universitet. I sina studier över flyttfåglarnas ekologi och navigation använde han bland annat radar för att fastlägga jordmagnetismens, kustlinjer och vågrörelser inflytande över deras orienteringsförmåga. Alerstam utvecklade i samarbete med svenska flygmyndigheter metoder för att undvika kollisioner mellan flyg och fåglar.